# Hélène Grand-Greub
Hélène Grand-Greub (* 1948 in La Chaux-de-Fonds; † 4. Januar 2024) war eine Schweizer Politikerin (PdA).

## Biografie

### Herkunft, Bildung, Beruf
Grand-Greub war Krankenschwester und Hebamme.

### Politik
Ihre Mutter Margot Greub-Hirsch war 1961 die erste Frau, die ein Parlament in der Schweiz präsidierte. 1974 wurde Hélène Grand-Greub in den Grossen Rat gewählt. Sie blieb zwei Legislaturen im Parlament bis 1983.
In Yverdon präsidierte sie die dortige PdA-Sektion und gründete – zusammen mit Leuten aus dem grünen Lager – das Bündnis  Solidarité et Ecologie mit dem 1990 erstmals wieder eine PdA-Vertretung in das Gemeindeparlament gewählt wurde. Sie war bis 2002 Mitglied des Gemeindeparlaments. 2000 präsidierte sie das Gremium. Von 2002 bis 2006 war sie in der Municipalité (Exekutive) der Gemeinde. Von 1998 bis 2007 war sie zum zweiten Mal im Grossen Rat des Kanton Waadts.
Sie gründete die Ludothek in Yverdon mit, engagierte sich im VPOD für Hebammen. Sie war in den 1980er-Jahren zuständig für die französische Ausgabe der Zeitschrift Schweizer Hebamme, des Schweizerischen Hebammenverbands.  Und setzte sich für feministische Anliegen.
Zu ihrer politischen Haltung sagte sie:

„J’ai l’habitude d’être minoritaire, ça ne me fait pas peur!“

„Ich bin es gewohnt in der Minderheit zu sein, das macht mir nichts aus!“

### Privates
Sie war mit  Jean-Samuel Grand († 2018) verheiratet, lebte ab 1981 in Yverdon-les-Bains, hat zwei Kinder (François, * 1982 und Elisabeth, * 1985).